# Hidjaz-riyal
De riyal (Arabisch: ريال riyāl) was de munteenheid van het Koninkrijk Hidjaz tussen 1916 en 1925. Het was onderverdeeld in 20 qirsh (Arabisch: قرش). De riyal was een zilveren munt met hetzelfde gewicht als de Ottomaanse 20 kuruş-munt, maar werd geslagen met een fijnheid van .917 in plaats van een fijnheid van .830. De Hejaz-riyal werd in 1925 vervangen door de Saoedische riyal.

## Munten
In 1916 werden bronzen munten uitgegeven voor ⅛, ¼, ½ en 1 qirsh samen met zilveren 5, 10 en 20 qirsh. Er werden ook gouden munten van 1 dinar geslagen. Turkse en Egyptische munten en Maria Theresia-thaler werden gecontramarkeerd voor gebruik in Hejaz, met de naam van het koninkrijk in het Arabisch.